# Raja (魚)
Raja はガンギエイ目ガンギエイ科に分類される属階級（属グループ）分類群の一つ。通常は独立の属として扱われる。タイプ種はカガミエイ Raja miraletusで、Raja はガンギエイ科 Rajidae のタイプ属である。

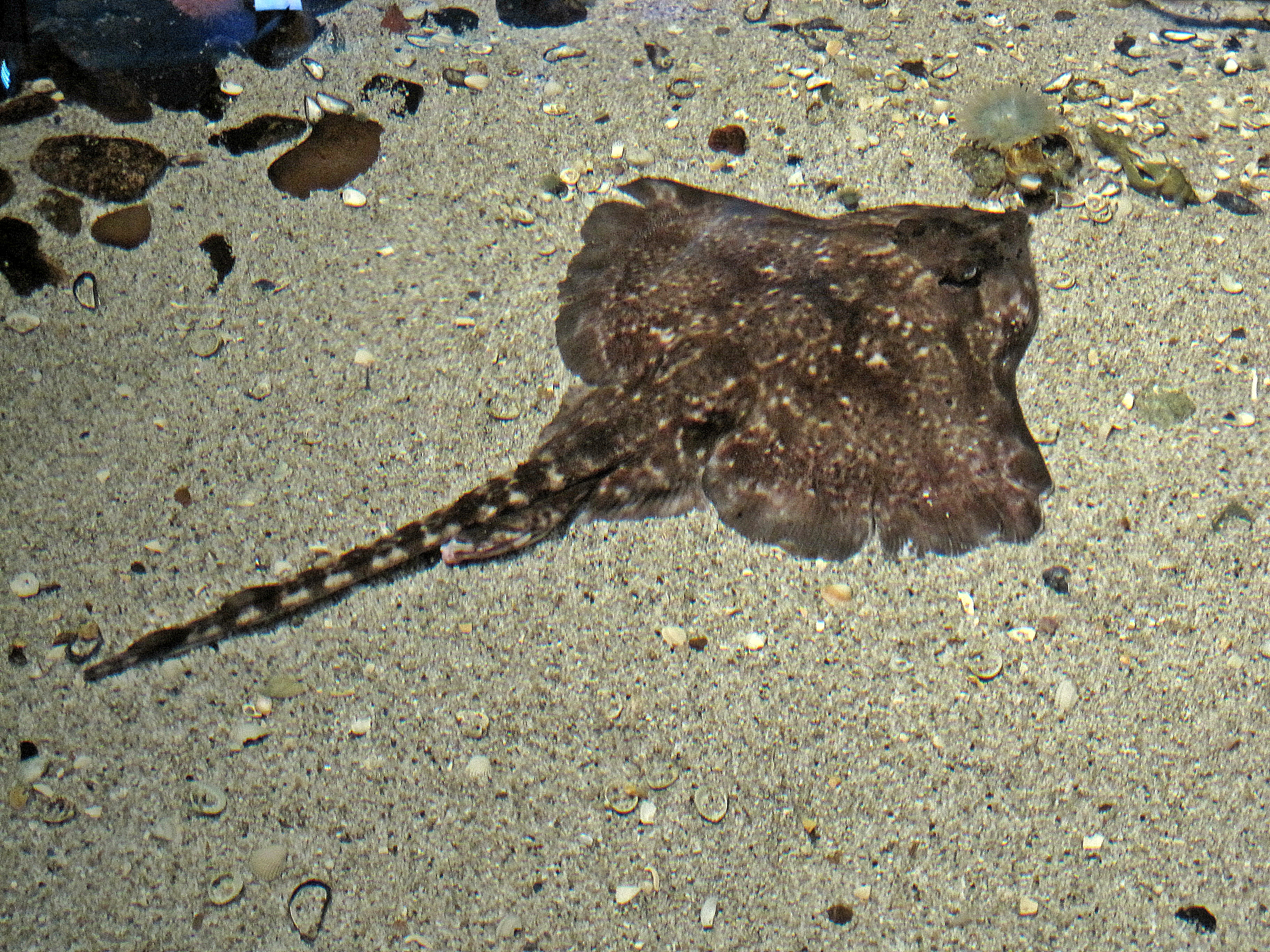
イボガンギエイ

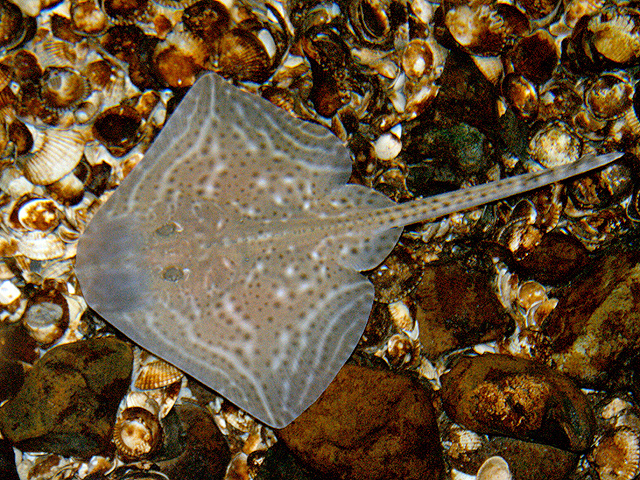
Raja microocellata

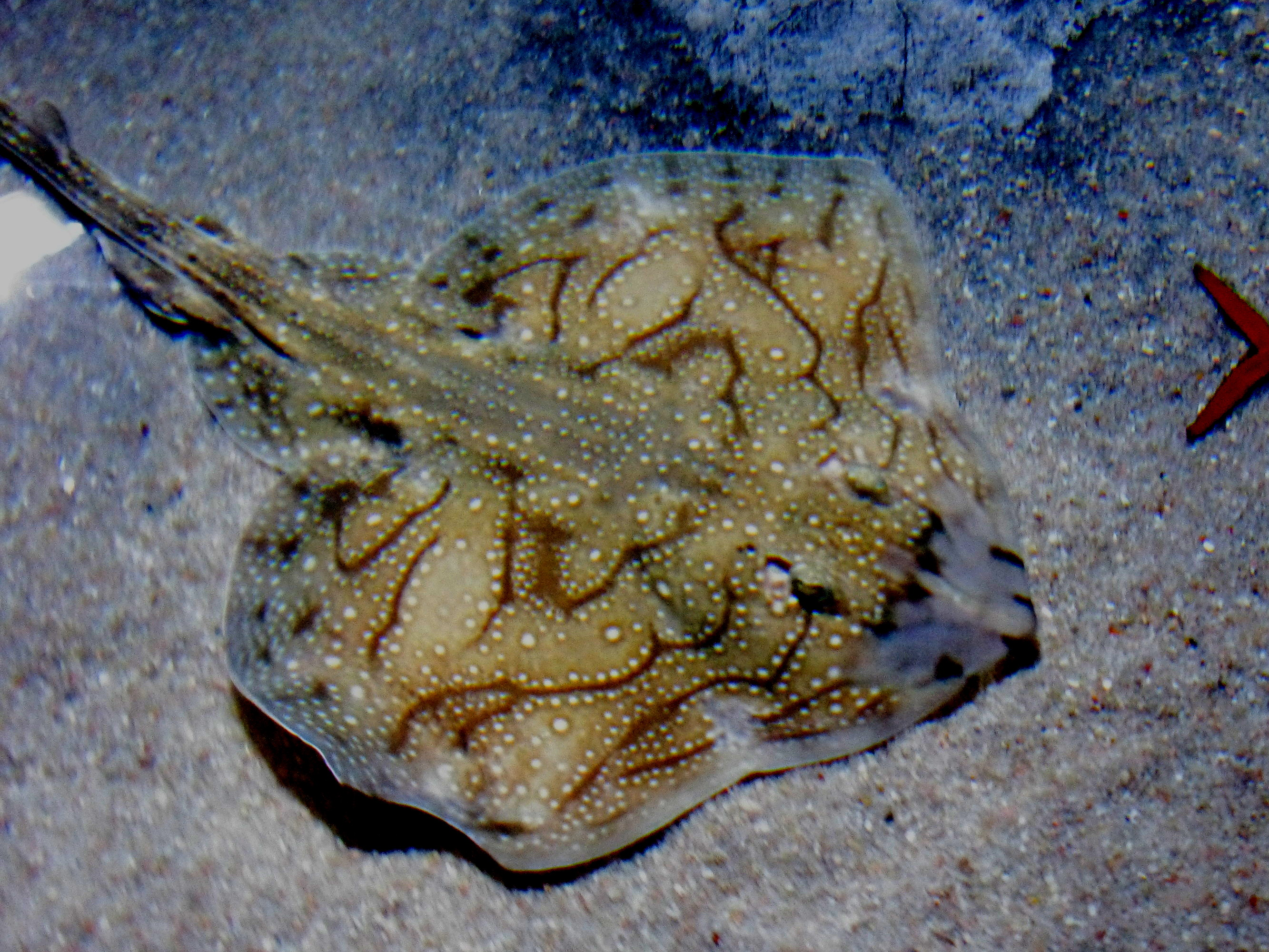
シワエイ

語源はラテン語でエイを意味する「raia」（女性名詞）。
Raja に対し「ガンギエイ属」や「メガネカスベ属」の属和名が使用されたことがあるが、その後ガンギエイやメガネカスベがそれぞれ別の属に移されたため不適当な属和名となった。

## 種
海洋生物データベース WoRMS（2023年8月12日版）によれば以下の種が知られる
- Raja asterias Delaroche, 1809
- Raja bahamensis Bigelow & Schroeder, 1965
- Raja brachyura Lafont, 1873
- Raja clavata Linnaeus, 1758 　イボガンギエイ
- Raja herwigi G. Krefft, 1965
- Raja maderensis R. T. Lowe, 1838
- Raja mauritaniensis White & Fricke, 2021
- Raja microocellata Montagu, 1818
- Raja miraletus Linnaeus, 1758 カガミエイ
- Raja montagui Fowler, 1910
- Raja ocellifera Regan, 1906
- Raja parva Last & Séret, 2016
- Raja pita Fricke & Al-Hassan, 1995
- Raja polystigma Regan, 1923
- Raja radula Delaroche, 1809
- Raja rondeleti Bougis, 1959
- Raja rouxi Capapé, 1977
- Raja straeleni Poll, 1951
- Raja undulata Lacépède, 1802 シワエイ

## 属和名
この属の属和名としては「ガンギエイ属」や「メガネカスベ属」があるが、2023年時点ではどちらの属和名も使用し得ない。すなわち、かつてはガンギエイが Raja に分類されていたため、Raja が「ガンギエイ属」の属和名で呼ばれたが、その後の分類学の進展によってガンギエイが別属 Dipturus に分類されるようになると Dipturus がガンギエイ属と呼ばれるようになり、 Raja の方は、その後も Raja に置かれていたメガネカスベの和名に因み「メガネカスベ属」と呼ばれるようになった。しかしメガネカスベも2012に創設された属 Beringraja に属位が変更されたため（ただし Beringraja を Raja の異名とする立場もある）、この分類に従う場合にはRaja をメガネカスベ属と呼ぶことも適当でなくなった。
和名の付け方には学名のような厳密なルール（命名規約）がなく、特に属和名や科和名は、命名者が命名時点でその属や科に分類されると考える代表的な種の和名を元に命名する傾向があり、その属や科のタイプ種やタイプ属が何であるかが配慮されないことが多い。そのため、後に属和名や科和名の元となった種が別属や別科に移された場合、種和名と属和名や科和名との間に齟齬や混乱が生じ、分かりにくなることがある。Raja もその一例である。
したがって、例えば属のタイプ種であるカガミエイに因んで Raja の和名を「カガミエイ属」とするなら、ガンギエイやメガネカスベなどがこの属を出入りすることがあっても何ら問題は生じないことになる。